# Torre Telstra

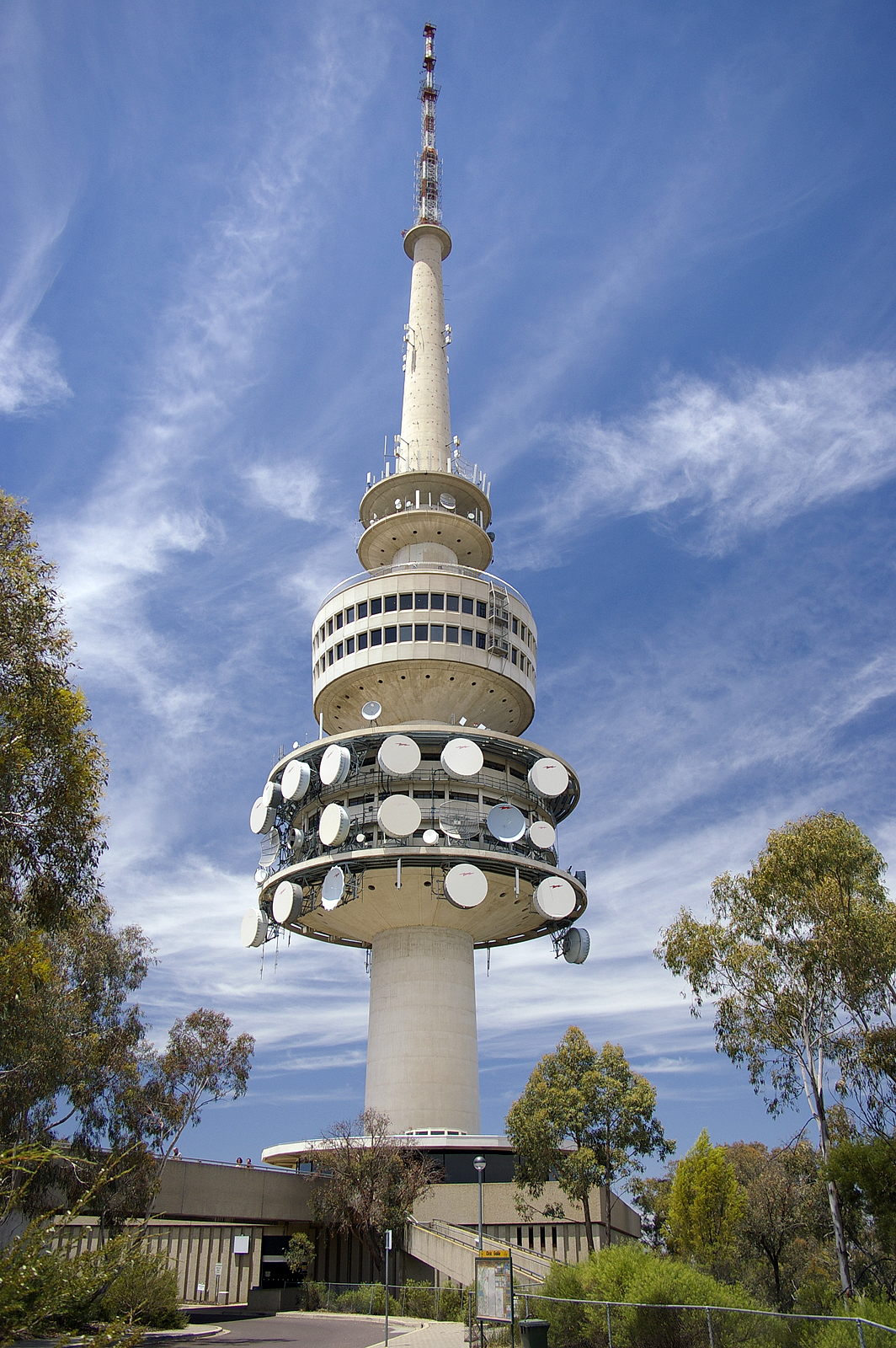
Torre Telstra.

La Torre Telstra (también conocida como la Torre de Black Mountain) es una torre de telecomunicaciones que se encuentra en la cumbre de la Montaña Negra en la capital federal australiana de Canberra. Elevándose 195 metros sobre la cumbre de la montaña, no es sólo un hito en Canberra, sino que también ofrece una vista panorámica de la ciudad y sus alrededores desde una plataforma o desde los restaurantes giratorios.

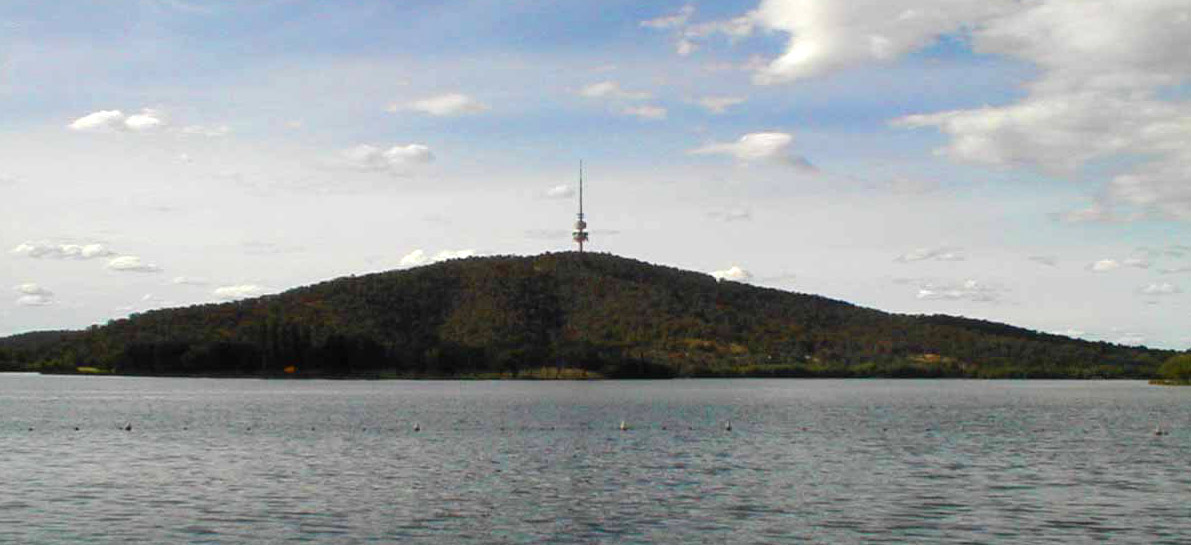
Black Mountain desde el otro lado del Lago Burley Griffin
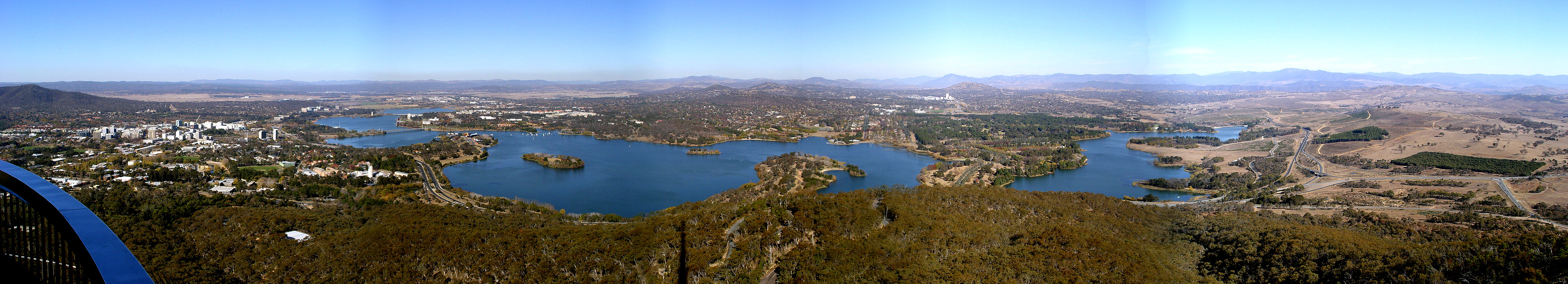
Vista panorámica de Canberra desde la plataforma